# Markamdinni, Manvi
Markamdinni là một làng thuộc tehsil Manvi, huyện Raichur, bang Karnataka, Ấn Độ.